# Zumtobel
Zumtobel AG è un'azienda austriaca con sede a Dornbirn, attiva nel campo dell'illuminotecnica, con la creazione e gestione di sistemi e la produzione dei componenti con tecnologia LED e OLED

## Storia

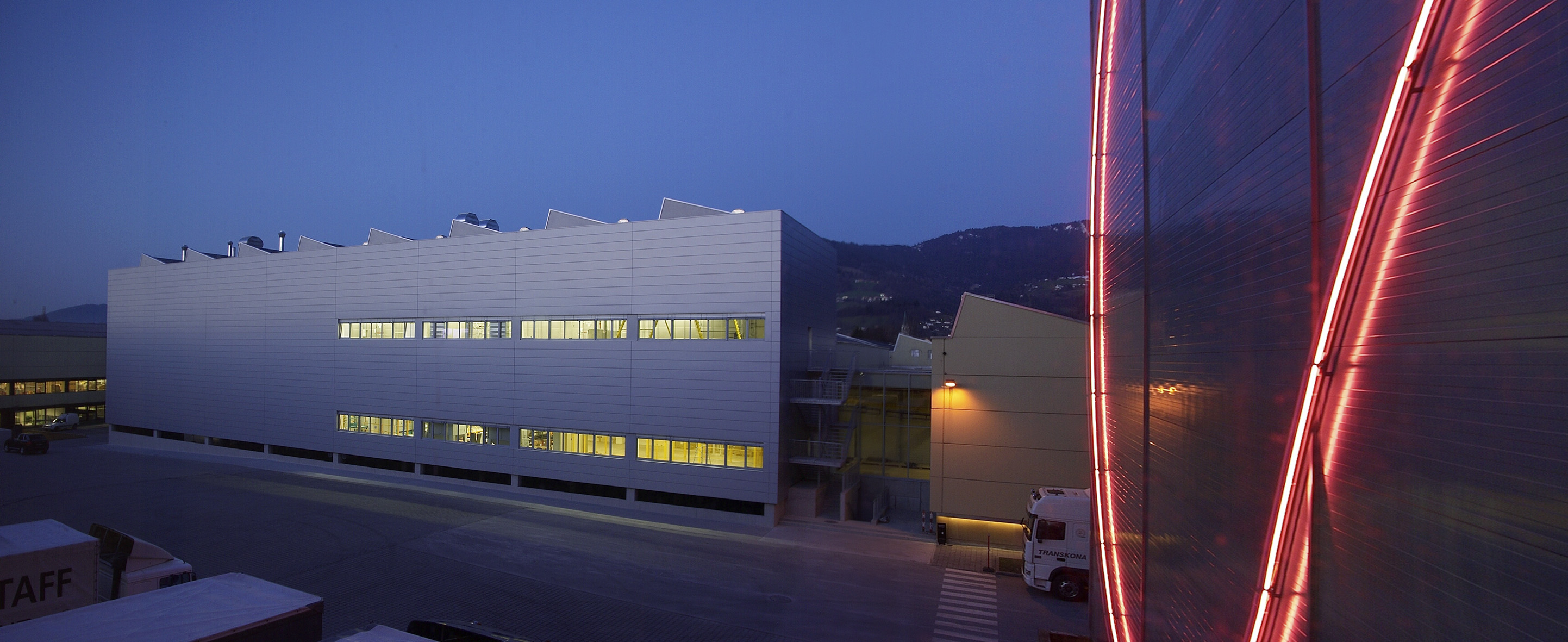
Sede Zumtobel Group a Dornbirn

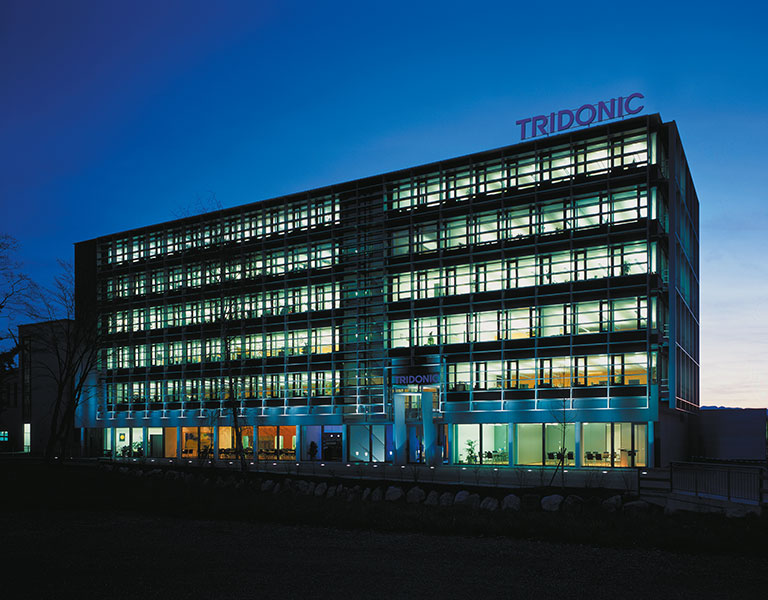
Sede Tridonic a Dornbirn

Il gruppo nasce dalla "Elektrogeräte und Kunstharzpresswerk W. Zumtobel KG", fondata nel 1950 dal Dr. Walter Zumtobel e gestita poi dai suoi figli Jürg and Fritz Zumtobel.
L'espansione internazionale inizia nel 1976, quando Zumtobel diventa una società per azioni e acquista una quota di minoranza nella britannica Tridonic Ltd. (le quote rimanenti sono comprate nel 1983).
Il primo robot imbianchino di tutta l'Austria è stato usato nello stabilimento II della Zumtobel AG a Dornbirn nel 1981. Nel 1986 la Zumbotel ha realizzato le prime resistenze elettriche al mondo ad essere compatibili con tubo fluorescenti in argon e cripton.
Nel 2001 Zumtobel inizia la sua attività nel segmento LED, seguendo il trend globale di efficientamento delle soluzioni di illuminazione.

Nel 2006 il gruppo approda alla Borsa di Vienna con una offerta pubblica iniziale (IPO); la famiglia Zumtobel resta comunque alla guida, con circa il 34% delle quote societarie.
Il gruppo Zumtobel include anche delle società controllate, fra cui Thorn, Tridonic, acdc e Reiss.